# Сепаратизм в Каракалпакстане

Каракалпакстан (выделен жёлтым) в составе Узбекистана.

Сепаратизм в Каракалпакстане — политическое течение, выступающее за политическую независимость или присоединение к другому государству Республики Каракалпакстан, автономной Республики в составе Узбекистана, названной в честь населяющего регион каракалпакского народа. Существует или существовало несколько движений, требующих независимости Каракалпакстана или присоединения к другому государству, однако до сих пор они не оказывали серьёзного влияния на узбекскую политику.

## Истоки
Каракалпаки входят в кыпчакскую группу тюркских народов и поэтому лингвистически и культурно близки к ногайскому, казахскому и киргизскому народам. Из-за этого, в 1924 году большевики включают регион как автономную область в состав Киргизской АССР (затем переименовали в Казахскую АССР). Однако вскоре после этого, Каракалпакская автономная область передаётся под прямое управление РСФСР. Однако при размежевании в советской Средней Азии, Узбекистан соглашается уступить Таджикистану Худжандскую область, чтобы сделать республику жизнеспособной. Взамен советские власти передали контроль над Каракалпакской автономной областью Узбекской ССР. Этот регион впоследствии стал Каракалпакской Автономной Советской Социалистической Республикой, единственной АССР в Средней Азии.
По данным советской переписи 1989 года, узбеки составляли относительное большинство населения в Каракалпакии с 32,8 %, чуть опережая каракалпаков с 31,1 % и казахов с 26,3 %.
14 декабря 1990 года, Верховный совет Каракалпакской АССР принял декларацию о государственном суверенитете Советской Республики Каракалпакстан.
В 1990 году Каракалпакстан объявил о выходе из состава Узбекской ССР; однако это так и не вступило в силу, поскольку Советский Союз распался в следующем году, а отделение Каракалпакстана от Узбекистана должно было быть одобрено на референдуме, чтобы оно вступило в силу.

## История каракалпакского сепаратизма
С распадом Советского Союза в новых государствах региона вспыхнула этническая напряжённость. Затем в Каракалпакстане возникла группа «Халық мәпы» («Народные интересы»), которая требовала самоопределения каракалпакского народа. Однако об их деятельности мало что известно, поскольку власти загнали группу в подполье. Некоторые считают быструю реакцию правительства на «Халық мәпы» показателем политического потенциала такого шага в регионе. Среди самых известных деятелей движения — экономист Марат Аралбаев, которого обычно считают лидером Халык Мапы. В 1992 году область была определена как автономная республика в составе Узбекистана, а в следующем году региональная конституция на бумаге дала области право на самоопределение. Власти Узбекистана сделали такое событие маловероятным. Это включает в себя референдум, который должен был состояться в 2013 году в соответствии с соглашениями, подписанными в 1993 году.
В период войны в Косово группа «Еркин Каракалпакстан» («Свободный Каракалпакстан») приобрела некоторую известность в местных СМИ, но по-прежнему не могла влиять на политику региона. Тайна, окружающая группу, такова, что известно мало подробностей о лидерах и составе группы. Одним из немногих заметных членов группы является правозащитник Солиджон Абдурахманов. Сценарии, рассмотренные группой, включали независимость, но также и присоединение к Казахстану. Движение утверждает, что отсутствие экономического развития в регионе сплотит население на их сторону.
Аннексия Крыма Российской Федерацией в 2014 году и последовавшая за этим война на Донбассе вдохнули новую жизнь в сепаратистское движение региона. Именно тогда на политическую сцену вышла группа «Алға Қарақалпақстан Азатлық хәрекети» («Фронт Движения за свободу Каракалпакстана»). Название группы взято из заключительного предложения текста Марипа Кунградского и Романа Мамытова, размещённого в социальных сетях. Лидер группы — Аман Сагидуллаев.
Последний всплеск сепаратистского движения относится к 2016 году, что связано со смертью президента Узбекистана Ислама Каримова. Затем Сагидуллаев возвращается на политическую сцену, чтобы потребовать присоединения республики к Казахстану.
Несмотря на регулярные неудачи этих групп в развитии реального присутствия на политической арене, регулярное появление новых групп заставляет некоторых считать регион перспективным для развития более мощных движений в будущем. Однако слабость нынешних групп заставляет некоторых предсказывать упадок каракалпакской культуры из-за подозрительности центрального правительства по отношению к националистическим группам, из-за чего большая часть каракалпаков не продвигает свою культуру в публичном пространстве.
Наличие природных ресурсов в регионе также заставляет некоторых говорить о том, что иностранные державы могли бы финансировать эти группы, чтобы гарантировать им привилегированный доступ во время добычи ресурсов. Также рассматривается возможность присоединения к России, так как группа Алга Каракалпакстан Азатлык харекети открыто заявила о своей готовности к идее. Более того, аналитики уже считают, что беспорядки 2014 года связаны с вмешательством России.
В начале июля 2022 года вспыхнули протесты, в том числе из-за проекта конституционной реформы, предусматривающей отмену каракалпакской автономии. После этих событий правительство заявляет о своём намерении не менять статус Каракалпакстана в новой конституции. Во время этих событий несколько общественных деятелей, таких как журналист Лалагуль Каллыханова, призывали к отделению региона. Восемнадцать человек погибли от полученных травм во время массовых беспорядков в Нукусе в начале июля 2022 года. Власти отключили большую часть средств связи во время столкновений, и последовательность событий остаётся очень туманной. В субботу, 2 июля 2022 года, в регионе было объявлено чрезвычайное положение сроком на месяц. По итогам судов касательно Нукусских событий, каракалпакский правозащитник и журналист Даулетмурат Тажимуратов был незаконно и несправедливо приговорён к 16 годам колониального заключения. Международная правозащитная организация Human Rights Watch призвала властей Узбекистана освободить Даулетмурата Тажимуратова.   В ноябре 2023 года, ООН также призвал Узбекистан прекратить притеснение и преследование Даулетмурата и других правозащитников малочисленных народов. 